# دهستان دشت‌سر شرقی
دشت‌سر شرقی، دهستانی است از توابع بخش دشت‌سر شهرستان آمل در استان مازندران ایران.

## روستاها
دشت‌سر شرقی شامل روستاهای زیر است:

- مهدی‌خیل
- تمسک
- سرخ‌کلا
- تیرکلا
- نظام‌آباد
- میله
- اله‌کاج
- نوآباد
- داودکلا
- باغبانکلا
- رستم دار محله
- عرب‌خیل
- قلعه‌کش
- قلیان‌کلا
- خرمن‌کلا
- چنگ‌میان
- گلمزار
- مزرس
- آهنگرکلادشت سر
- وسطی کلا